# Katla (Fernsehserie)
Katla (nach dem Vulkan Katla) ist eine isländische Mystery-Fernsehserie von Baltasar Kormákur und Sigurjón Kjatarsson, die im Juni 2021 auf Netflix veröffentlicht wurde. Sie erzählt von mysteriösen Ereignissen nach einem Vulkanausbruch, der Wechselbälger zu Tage fördert. Die Sängerin GDRN gibt darin ihr Schauspieldebüt.

## Produktion
Die Vulkandramaserie Katla wurde von Regisseur Baltasar Kormákur zusammen mit Sigurjón Kjatarsson, dem Showrunner von Kormákurs Serie Trapped – Gefangen in Island, geschaffen und bereits seit einigen Jahren vor der Ankündigung durch sein Produktionsunternehmen RVK Studios entwickelt. Kormákur hatte die Idee auf der Berlinale 2017 vorgestellt, wo sich Fernsehsender interessiert zeigten, aber im Oktober 2019 wurde sie von Netflix erworben. Die Dreharbeiten begannen vor dem Ausbruch der Covid-19-Pandemie und liefen einige Wochen, bis auch die Produktion dieser Serie im März 2020 unterbrochen werden musste. Im April kehrte Baltasar Kormákur mit einem eingeschränkten Team zurück, um im eigenen Studio zu drehen. Nach dem 4. Mai waren auch Außendrehs wieder möglich.

## Handlung
Ein Jahr nachdem der Ausbruch des noch aktiven subglazialen Vulkans Katla im Süden Islands begonnen hat, durch den es immer noch zu Ascheregen und Gletscherläufen kommt, harren in dem nahegelegenen Ort Vík, der evakuiert worden war, nur noch wenige Forscher und Bürger aus. 
Plötzlich tauchen nach und nach einige vollständig mit schwarzer Asche bedeckte Menschen aus der Vergangenheit der Bürger auf: eine Frau, die vor zwanzig Jahren in dem Ort war, aber gleichzeitig in Schweden existiert; Grímas Schwester Ása, die vor einem Jahr verschwunden war und deren Leiche bald darauf gefunden wird; ein Junge, der vor drei Jahren gestorben ist. Durch diese Doppelgänger, die bald für Wechselbälger gehalten werden, sind gewisse Bürger mit ihrer ungelösten Vergangenheit konfrontiert.

## Episodenliste
| Nr. | Deutscher Titel     | Originaltitel      | Regie              | Drehbuch             |
| --- | ------------------- | ------------------ | ------------------ | -------------------- |
| 1 | Unter dem Gletscher | Undan jöklinum     | Baltasar Kormákur  | Sigurjón Kjatarsson  |
| Aus dem Krater der Katla taucht eine aschebedeckte Frau auf. Sie ist Schwedin, nennt sich Gunhild Ahlberg und scheint Thor, Grímas Vater, zu kennen. In Uppsala lebt aber auch eine Gunhild Ahlberg. Gríma findet in einem Schuppen ihre verschwundene Schwester Ása. |                     |                    |                    |                      |
| 2 | Ása                 | Ása                | Baltasar Kormákur  | Lilja Sigurðardóttir |
| Ása wird ins Krankenhaus gebracht und kommt später nach Hause. Gunhild erfährt im Krankenhaus, dass sie schwanger ist; Gunhild aus Schweden besucht sie. Sie gleichen sich – nur mit einem Altersunterschied von 20 Jahren. Der Vulkanologe Darri kommt nach Vik zur Forschungsstation. Dort taucht sein verstorbener Sohn Mikael auf. |                     |                    |                    |                      |
| 3 | Die Mutter          | Móðirin            | Baltasar Kormákur  | Davið Már Stefánsson |
| Gríma sucht eine Erklärung, was mit ihrer Schwester passiert sein könnte. Darri versteckt seinen Sohn vor Kollegen und sperrt ihn ein, doch der Junge ruft seine Mutter an. |                     |                    |                    |                      |
| 4 | Das ist er nicht    | Þetta er ekki hann | Þora Hilmarsdóttir | Sigurjón Kjatarsson  |
| Rakel trifft Darri und den Jungen im Hotel. Die beiden sind im Konflikt, ob das ihr Sohn sein kann, und über die Taten, die er begangen hatte. Beide Gunhilds fahren zu Thor; als die ältere erzählen will, dass sie von ihm einen Sohn hat, kommt die jüngere und spricht von der Nacht, in der Ása ihre Affäre erwischt hatte – vor 20 Jahren. Ása bemerkt das distanzierte Verhältnis zwischen Gríma und ihrem Mann Kjartan. Die Schwestern fahren zum Gletscher und finden unter einem Schuppen eine Leiche. |                     |                    |                    |                      |
| 5 | Nordwind            | Norðanátt          | Börkur SigÞórsson  | Davið Már Stefánsson |
| Als Polizeichef Gísli für einen Bericht Gríma befragt, sagt sie, die Leiche sehe aus wie Ása. Darri ruft die Polizei wegen des fremden Jungen, doch Rakel flieht mit ihm im Auto. Als er aber davon spricht, andere und sich verletzen zu wollen, lässt sie ihn im Aschesturm allein zurück. Nach einem Alarm findet Gríma im Schuppen diesmal eine Doppelgängerin ihrer selbst. |                     |                    |                    |                      |
| 6 | Gríma               | Gríma              | Börkur SigÞórsson  | Davið Már Stefánsson |
| Mikael wird von einem Ehepaar aufgelesen, das Darri anruft, um ihn abholen zu lassen, doch als der Junge ihnen erzählt, sein Vater habe ihn eingesperrt, fahren sie mit ihm weg. Bei Gísli, dessen Frau Magnea aufgrund einer Krankheit nicht sprechen kann und ans Bett gefesselt ist, steht plötzlich eine jüngere, gesunde Doppelgängerin seiner Frau. Als diese ihren Sohn besuchen will, sperrt er sie in den Keller. Die jüngere Gunhild hat eine Blutung und kommt ins Krankenhaus. Mit einem Messer tötet Mikael die Frau, worauf ihr Mann einen Autounfall verursacht. Weil Gríma zum Unfallort fährt, trifft Kjartan nur auf ihre Doppelgängerin. |                     |                    |                    |                      |
| 7 | Das Gestein         | Steinninn          | Börkur SigÞórsson  | Davið Már Stefánsson |
| Kjartan merkt nicht, dass es zwei Gríma sind, und versteht sich mit der anderen besser, die zufriedener und nicht depressiv ist. Darri vermutet, dass die Katla die Doppelgänger verursacht, und findet im Schlot Meteoritenreste. Als Gunhilds Sohn Björn überraschend Thor besucht, erzählt sie Thor, dass sie damals eine fehlgeschlagene Abtreibung hatte. Gísli gibt der kranken Magnea falsche Medikamente, doch die gesunde entkommt aus dem Keller. Nachdem Untersuchungen bestätigen, dass die Leiche Ása ist, erfüllt ihre Doppelgängerin keinen Zweck mehr und geht wie ihre Mutter zum Suizid ins Meer. |                     |                    |                    |                      |
| 8 | Ich bin du          | Ég er Þú           | Baltasar Kormákur  | Sigurjón Kjatarsson  |
| Im Krankenhaus bei der schwangeren Gunhild erfährt Thor, dass die Fehlbildung ihres Sohnes genetisch bedingt und nicht durch die Abtreibung verschuldet ist. Vor der Abreise beschließt Björn, dass er bleiben und seinen Vater kennenlernen will. Da Gunhild aus dem Krankenhaus verschwunden ist, passt die andere ihr Aussehen an, um als diese zu bleiben. Mikael taucht wieder bei seinen Eltern auf. Nachdem sie sich einig sind, dass er nicht ihr Sohn ist, sondern durch die Katla erzeugt wurde, ertränken sie ihn im Meer. Während Gísli die gesunde Magnea sucht, schleicht sie sich ins Auto, in dem die Kranke wartet. Zusammen fahren die beiden Magnea weg. Als ihr Sohn Einar entdeckt, dass Gísli die Medikamente vertauscht hat, schlägt er auf seinen Vater ein. Nachdem Gríma sieht, dass Kjartan mit der glücklicheren Ausgabe auch glücklicher ist, spielen beide Grímas Russisch Roulette, bis nur eine übrig bleibt. |                     |                    |                    |                      |

## Besetzung und Synchronisation

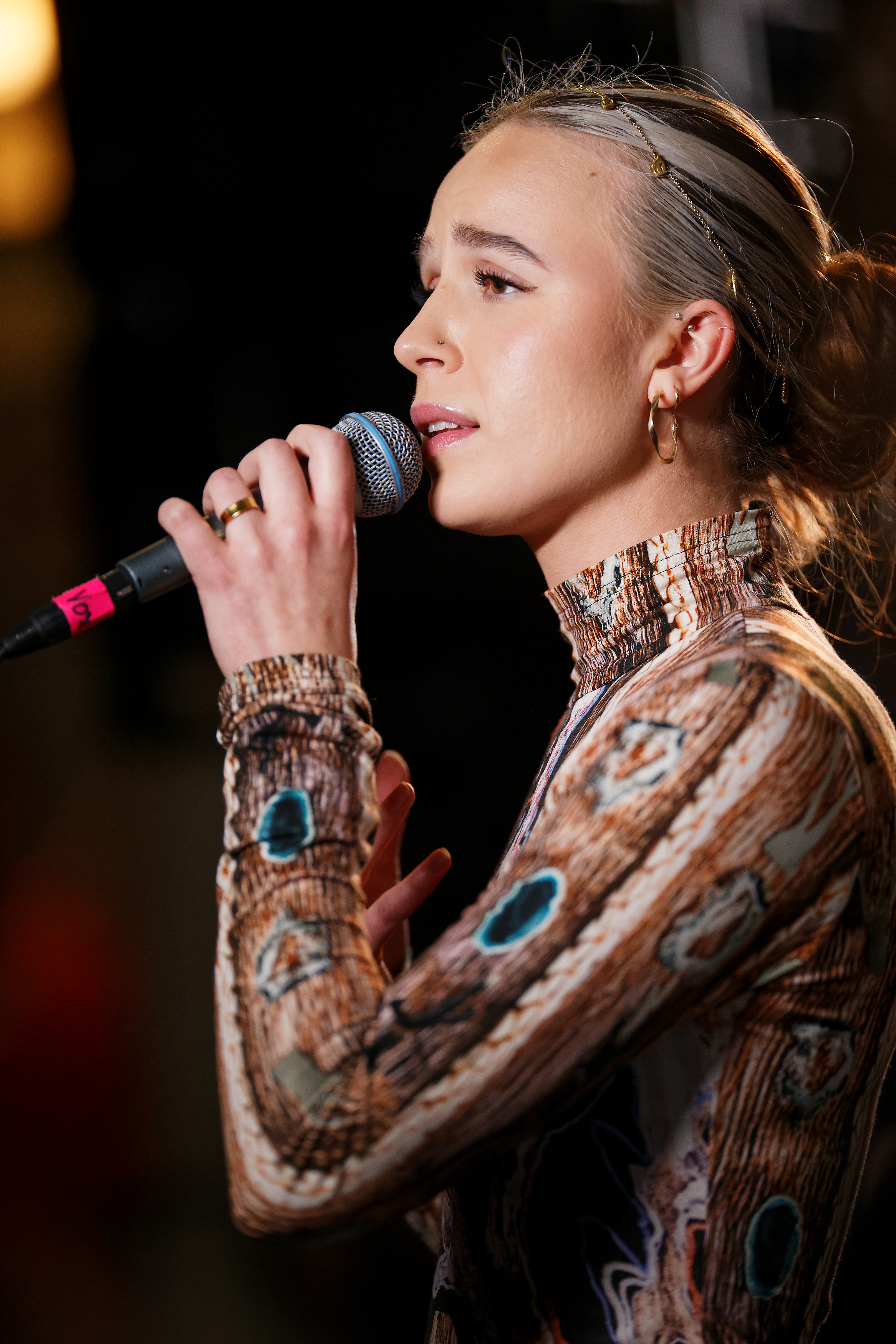
Hauptdarstellerin Guðrún Eyfjörð ist eigentlich Sängerin und Katla ihr Schauspieldebüt.

Die deutschsprachige Synchronisation entsteht nach einem Dialogbüchern von Sven Hasper und Kim Hasper und unter der Dialogregie von Kim Hasper durch die Christa Kistner Synchronproduktion GmbH. Synchronisiert sind im Original isländische Redeteile; schwedische sind untertitelt.
| Rolle           | Beschreibung                                   | Darsteller              | Synchronsprecher     |
| --------------- | ---------------------------------------------- | ----------------------- | -------------------- |
| Gríma           | Þórs jüngere Tochter                           | Guðrún Eyfjörð*         | Lea Kalbhenn         |
| Ása             | Grímas Schwester, vor 1 Jahr verschwunden      | Íris Tanja Flygenring   | Kaya Marie Möller    |
| Gunhild Ahlberg | Þórs Affäre vor 20 Jahren, Schwedin            | Aliette Opheim*         | Anna Carlsson        |
| Þór (Thor)      | Grímas und Ásas Vater                          | Ingvar Sigurðsson       | Tobias Lelle         |
| Gísli           | religiöser Polizeichef                         | Þorsteinn Bachmann      | Lutz Schnell         |
| Magnea          | Gíslis Frau mit einer Lungenkrankheit          | Sólveig Arnarsdóttir*   | Juana von Jascheroff |
| Darri           | Vulkanologe                                    | Björn Thors             | Alexander Doering    |
| Rakel           | Darris Frau in Scheidungsverfahren             | Birgitta Birgisdóttir   | Melanie Hinze        |
| Mikael          | Darris und Rakels Sohn, vor 3 Jahren gestorben | Hlynur Atli Harðarson   | Nikita Steinert      |
| Bergrún         | abergläubische Hotelleiterin                   | Guðrún Gísladóttir      | Almut Zydra          |
| Kjartan         | Grímas Mann, Bauer                             | Baltasar Breki Samper   | Tim Knauer           |
| Einar           | Gíslis und Magneas Sohn                        | Haraldur Ari Stefansson | Jannik Endemann      |
| Björn           | Þórs und Gunhilds Sohn                         | Valter Skarsgård        | Amadeus Strobl       |
| Vigdis          | Ärztin                                         | Helga Braga Jónsdóttir  | Anna Dramski         |
| Eyja            | Forscherin                                     | Aldís Amah Hamilton     | Julia Kaufmann       |
| Leifur          | Assistent der Forschungsstation                | Björn Ingi Hilmarsson   | Frank Schaff         |

* = Diese Schauspielerinnen haben durch die Doppelgänger Doppelrollen.

## Rezeption
Für Katharina Granzin von der taz gehörte die Serie zum Besten oder war überhaupt das Beste, das sich zu der Zeit auf Netflix finden ließ.
Oliver Alexander von Quotenmeter schreibt: „[Die Serie] legt die fantastische Begebenheit, die sie als Ausgangspunkt wählt, als Ansatz für eine geradezu philosophische Betrachtung zu den Themen Identität und Persönlichkeit, anstatt zielstrebig in Richtung Mystery abzudriften. Das sorgt angesichts der Vielzahl an Science-Fiction-Stoffen […] für frischen Wind und eine neue Farbe unter all den hochtechnologisierten Parallelwelten […].“
Torsten Zarges von DWDL fühlt sich an die französische Wiedergänger-Saga Les Revenants erinnert, aber Katla unterscheide sich durch einen anderen örtlichen und atmosphärischen Kontext. Das langsame Tempo der stoischen Erzählweise könne quälend wirken, aber werde durch den zunehmenden Sog ausgeglichen, der Erklärung des Mysteriums näherzukommen.
Auch Nicolas Freund für die Süddeutsche Zeitung zieht den Vergleich zu Revenants: „Gemeinsam ist den beiden Serien, dass dem sanften Grusel und dem Thema der Trauer implizit etwas Politisches beigemischt ist. Die unheimlichen Wiederkehrer fordern die Menschen heraus und zwingen sie zur Auseinandersetzung mit Tod und Verlust, mit der eigenen Herkunft und ihrer Identität, vor allem aber mit der Verantwortung für Vergangenheit und Zukunft, für Gesellschaft und Umwelt. Kurz: Für die Welt, in der sie leben möchten. Langsam, als würde ein Gletscher abschmelzen, legt Katla in einer kleinen Welt die großen Fragen der Gegenwart frei.“
Im Rahmen der Edda Awards 2022 wurde Katla als Fernsehshow des Jahres nominiert. Darüber hinaus wurden neun Mitwirkende für ihre Arbeit an Katla nominiert, woraus die Auszeichnung von Ragna Fossberg für das beste Maskenbild resultierte.